# Alberto Giorgi e Laura
Il duo Alberto Giorgi e Laura (nome d'arte di Laura Gemmi) è formato da una coppia di illusionisti noti per i loro spettacoli e le loro apparizioni in programmi televisivi. Nel 2015 hanno partecipato allo spettacolo internazionale The Illusionists 1903 facente parte della serie "The illusionists" conosciuta nel circuito dello show-business internazionale per aver venduto decine di milioni di biglietti in duecento città di 25 paesi dal debutto nel gennaio 2012. Nel 2018 il duo produce lo spettacolo teatrale L'illusionista aprendo il tour a Roma al Teatro Vittoria.

## Storia
Il duo si costituisce nel 2000. Prima di allora Alberto Giorgi lavora come artista singolo e come tale nel 1999 vince il "Trofeo Alberto Sitta" a Bologna. Alberto Giorgi e Laura Gemmi si incontrano presso il club di illusionisti livornese "La corte dei Miracoli" ed Iniziano a collaborare soprattutto nel settore delle illusioni da palcoscenico. Da allora hanno partecipato a diverse trasmissioni televisive nazionali ed internazionali. Tra questi, ArcanA (Rai2), ''Masters of Magic'' (programma televisivo), Le plus grand cabaret du monde, Penn & Teller Fool us (Penn & Tarot Season 7 N.25). Nel 2015, insieme a Raul Cremona, Silvan e Walter Rolfo, sono invitati ad esibirsi al gala del FISM (Federazione Internazionale delle Società Magiche) facendo parte del cast del Campionato del mondo di illusionismo, per la prima volta ospitato in Italia, "FISM ITALY 2015" a Rimini. Al FISM 2015, Alberto Giorgi e Laura, presentano il loro atto magico "Essence". Nel 2020 sono nel programma della "Masters of Magic World Convention 2020".

## Opere
Alberto Giorgi è creatore di illusioni, tra le quali la Vaporized lady e la Co-Box illusion, quest'ultima presentata all'interno del numero Essence; un gioco di prestigio dove il corpo di una contorsionista sembra essere contenuto all'interno di una piccola scatola. Per queste due creazioni è citato nella pagina Who Owns the right (Chi ha i crediti), dove si attribuiscono internazionalmente i crediti di invenzione delle illusioni moderne.

## Collaborazioni internazionali
Nel 2015, Alberto Giorgi e Laura, fanno parte dello spettacolo The illusionists 1903, the golden age of magic, una produzione magica internazionale che presenta un cast a rotazione di 5-8 prestigiatori specializzati in rami specifici della magia. Nello spettacolo, ad ogni artista, viene assegnato uno pseudonimo. Ad Alberto Giorgi viene dato quello di The Alchemist (L'Alchimista). In scena inizialmente presso il Teatro dell'opera di Sydney e successivamente in vari teatri negli Emirati Arabi, in Messico, e record di incassi a Broadway nel 2014 Box Office Records al Marriott Marquis Theatre di New York. Nel 2020 Alberto Giorgi e Laura Gemmi, sono invitati a partecipare alla trasmissione televisiva di Penn & Teller "Fool us" in Las Vegas (video).

## Premi e riconoscimenti
Alberto Giorgi, come singolo, vince diversi premi nazionali, tra i quali il Trofeo Alberto Sitta nel 1999. Nel 2008, insieme a Laura Gemmi, il duo riceve il Mandrake d'or, un riconoscimento assegnato da Gilles Arthur, prestigiatore e produttore televisivo francese. Nel 2009, in Cina, ottengono il 2º posto al 6th Shanghai Magic Festival and competition. Nel 2010 durante il 25º anniversario del Montecarlo Magic Stars, insieme a tutti gli artisti del gala, ricevono nel Teatro Princess Grace di Monaco, il prestigioso riconoscimento e, nel 2018, a Valladolid vincono El Oràculo de oroche viene assegnato per la prima volta all'Italia. 